# Чемпионат России по футболу среди женщин 2005 (первый дивизион)
Первый дивизион по футболу среди женских команд 2005 — 14-й футбольный турнир Первого дивизиона — второго по силе дивизиона в системе женских футбольных лиг России. Победителем Первого дивизиона впервые стала воронежская Энергия, которая по финансовым причинам заявилась в Первый дивизион 2005 после бронзовых медалей Чемпионата России 2004. По тем же причинам Энергия отказалась переходить в Высший дивизион 2006 и в нее перешли Виктория и Аврора, занявшие 2 и 3 места.

## Участники
Сводная статистика участников
учтены матчи завершённых сезонов
без учёта мячей забитых в сериях послематчевых пенальти
с учётом технических результатов

| команда          | команда         | сезоны | сезоны               | Результаты выступлений | Результаты выступлений | Результаты выступлений | Результаты выступлений | Результаты выступлений | Результаты выступлений | Результаты выступлений | Результат в сезоне 2004    | Примечания              |
| наименование     | город           | #      | года                 | И                      | В                      | Н                      | П                      | ЗМ                     | ПМ                     | РМ                     | Результат в сезоне 2004    | Примечания              |
| ---------------- | --------------- | ------ | -------------------- | ---------------------- | ---------------------- | ---------------------- | ---------------------- | ---------------------- | ---------------------- | ---------------------- | -------------------------- | ----------------------- |
| Виктория         | Белгород        | 6      | 1997—1999, 2002—2004 | 68                     | 18                     | 5                      | 45                     | 76                     | 167                    | -91                    | Первый дивизион, 4-е место |                         |
| Есения           | Рыбное          | 5      | 2000—2004            | 58                     | 5                      | 4                      | 37                     | 29                     | 238                    | -209                   | Первый дивизион, 7-е место | Есения-СФАТ (2002—2003) |
| Анненки          | Калуга          | 4      | 2000—2002, 2004      | 48                     | 29                     | 5                      | 14                     | 151                    | 57                     | +94                    | Первый дивизион, 5-е место |                         |
| Балтия-Локомотив | Калининград     | 4      | 2001—2004            | 44                     | 7                      | 2                      | 23                     | 27                     | 122                    | -95                    | Первый дивизион, 6-е место | Балтия (2001—2003)      |
| Жемчужина        | Ижевск          | 2      | 2002—2003            | 18                     | 0                      | 0                      | 6                      | 6                      | 30                     | -24                    | —                          |                         |
| Энергия          | Воронеж         | —      | —                    | —                      | —                      | —                      | —                      | —                      | —                      | —                      | Высший дивизион, 3-е место | дебютант                |
| Аврора           | Санкт-Петербург | —      | —                    | —                      | —                      | —                      | —                      | —                      | —                      | —                      | —                          | дебютант                |
| Искра            | Санкт-Петербург | —      | —                    | —                      | —                      | —                      | —                      | —                      | —                      | —                      | —                          | дебютант                |

Клуб «Энергия», занявший в Чемпионате России 2004 3-е место, по финансовым причинам заявился в Первый дивизион 2005.
Клуб «Аврора» вернулся в Чемпионат России спустя 10 лет после участия в Высшей лиге 1994.

## Турнирная таблица
| Поз | Команда                        | И  | В  | Н | П  | МЗ | МП | РМ  | О  | Квалификация или выбывание   |
| --- | ------------------------------ | -- | -- | - | -- | -- | -- | --- | -- | ---------------------------- |
| 1   | Энергия (Воронеж)              | 14 | 11 | 2 | 1  | 64 | 9  | +55 | 35 |                              |
| 2   | Виктория (Белгород)            | 14 | 10 | 1 | 3  | 31 | 13 | +18 | 31 | Переход в Высший дивизион    |
| 3   | Аврора (Санкт-Петербург)       | 14 | 9  | 2 | 3  | 51 | 9  | +42 | 29 | Переход в Высший дивизион    |
| 4   | Анненки (Калуга)               | 14 | 8  | 2 | 4  | 33 | 20 | +13 | 26 |                              |
| 5   | Искра (Санкт-Петербург)        | 14 | 6  | 2 | 6  | 20 | 28 | -8  | 20 |                              |
| 6   | Жемчужина (Ижевск)             | 14 | 3  | 0 | 11 | 14 | 46 | -32 | 9  | Выбывание во Второй дивизион |
| 7   | Есения (Рыбное)                | 14 | 2  | 1 | 11 | 11 | 41 | -30 | 7  | расформирован                |
| 8   | Балтия-Локомотив (Калининград) | 14 | 2  | 0 | 12 | 7  | 65 | -58 | 6  |                              |

1. ↑  «Энергия» в связи с финансовыми трудностями отказалась переходить в Высший дивизион 2006
2. ↑  «Есения» прекратила существование в межсезонье

## Результаты матчей
8 команд сыграли каждая с каждой в два круга (дома и в гостях).
| Команда                        | ЭНЕ | ВИК | АВР  | АНН | ИСК | ЖЕМ  | ЕСЕ  | БАЛ  |
| ------------------------------ | --- | --- | ---- | --- | --- | ---- | ---- | ---- |
| Энергия (Воронеж)              |     | 2:1 | 2:2  | 6:0 | 8:0 | 10:3 | 10:0 | 6:0  |
| Виктория (Белгород)            | 0:3 |     | 3:0  | 0:0 | 2:0 | 5:1  | 5:1  | 4:0  |
| Аврора (Санкт-Петербург)       | 0:0 | 5:0 |      | 5:0 | 5:0 | 3:0  | 3:1  | 13:0 |
| Анненки (Калуга)               | 0:4 | 0:1 | 2:0  |     | 4:0 | 3:1  | 5:1  | 4:0  |
| Искра (Санкт-Петербург)        | 3:1 | 0:1 | 1:0  | 2:2 |     | 0:3  | 0:0  | 4:1  |
| Жемчужина (Ижевск)             | 0:2 | 0:3 | 0:3  | 0:7 | 1:3 |      | 3:2  | 1:0  |
| Есения (Рыбное)                | 0:2 | 1:2 | 0:2  | 0:2 | 0:3 | 2:1  |      | 3:0  |
| Балтия-Локомотив (Калининград) | 0:8 | 0:4 | 0:10 | 0:4 | 0:4 | 3:0  | 3:0  |      |

 Домашняя победа  •  Ничья •  Домашнее поражение